# Dendrobium christyanum
Dendrobium christyanum är en orkidéart som beskrevs av Heinrich Gustav Reichenbach. Dendrobium christyanum ingår i släktet Dendrobium, och familjen orkidéer. Inga underarter finns listade i Catalogue of Life.